# Carl Immanuel Gerhardt

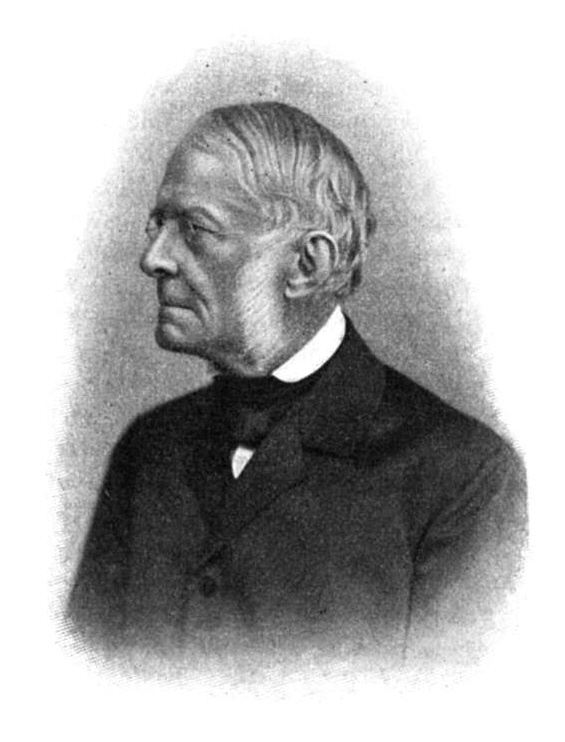
Carl Immanuel Gerhardt

Carl Immanuel Gerhardt, meist als C. I. Gerhardt zitiert, (* 2. Dezember 1816 in Herzberg bei Torgau; † 5. Mai 1899 in Halle an der Saale) war ein deutscher Mathematiker und Mathematikhistoriker.
Gerhardt studierte ab 1834 in Berlin Mathematik und wurde dort Ende 1837 promoviert (mit einer Arbeit über die verschiedenen Begründungen der Infinitesimalrechnung, die den Preis der Universität erhielt). Gleichzeitig machte er sein Lehrerexamen. 1838 vertrat er den Mathematiklehrer am Gymnasium in Eutin und wurde 1839 Gymnasiallehrer in Salzwedel. 1853 bis 1855 war er Mathematiklehrer am Französischen Gymnasium in Berlin und an der Artillerie- und Ingenieurschule. 1855/6 erhielt er Urlaub (und ein Stipendium) für eine wissenschaftliche Reise nach Lausanne, Paris und Mailand. Ab 1856 war er Lehrer am Gymnasium in Eisleben, wo er 1876 Rektor wurde und bis zu seiner Pensionierung 1891 blieb. Er lebte danach in Halle und, nachdem seine Frau verstarb, bei seiner Tochter in Mainz und Graudenz und ab 1897 wieder in Halle.
Gerhardt ist für seine Forschungen über Leibniz bekannt und als Herausgeber von dessen mathematischen (und später auch philosophischen) Werken ab 1849. Dazu sichtete er den handschriftlichen Nachlass von Leibniz in Hannover. Er schrieb auch 1877 eine Geschichte der Mathematik in Deutschland, an der aber Moritz Cantor einen zu einseitigen nationalen Standpunkt kritisiert. Gerhardt gab auch das Rechenbuch von Maximus Planudes heraus und einen Teil der Werke von Pappos. 1861 wurde er als korrespondierendes Mitglied in die Preußische Akademie der Wissenschaften aufgenommen. Im Jahr 1874 wurde Gerhardt zum Mitglied der Leopoldina gewählt.